# Centre residencial d’educació intensiva
El Centre Residencial Educatiu Intensiu (CREI), és un servei residencial d'acolliment d'adolescents tutelats per l'Administració de la Generalitat de Catalunya. Aquests hi poden estar durant un període limitat. En aquesta institució és duu a terme la búsqueda de respostes a les necessitats educatives que tenen els/les adolescents i els/les joves de les edats compreses entre els 12 i 18 anys.
El context social i cultural en el que creixen els individus conforma les seves perspectives sobre la vida, i a poc a poc, començaran a crear creences al voltant d'aquestes experiències.
Aquesta institució educativa proporciona una intervenció original en l'educació. Es donen reflexions de la teoria i es mesura si aquesta teoria pot oferir una bona pràctica educativa. Se li dona molta importància al pensament dels joves per a dur a terme una aplicació teòrica adequada. 
El centre ha d'oferir la seguretat psicològica en diversos àmbits de l'activitat humana dels/les joves. L'estudiant ha de desxifrar les dades d'acord amb el seu coneixement i el que necessita aquí i ara, per a resoldre la tasca d'aprenentatge.

## Funcions d'aquests centres
- Promoure, establir i aplicar un programa educatiu als/les joves i introduir-los en els àmbits social, laboral i familiar.
- S'han de coordinar amb els serveis socials bàsics, amb equips socials professionals d'altres sistemes del benestar, amb entitats associatives i per acabar, amb les que actuen en l'àmbit social especialitzat.
- Adaptar als/les joves i adolescents en la integració a l'exercici de la protecció i l'educació.
- I altres funcions establertes ordenades pel jurídic vigent.[5]

## Objectius
- El seu objectiu principal es ajudar a aquestes persones que es troben en aquest establiment, en les seves necessitats educatives i especifiques dels joves i adolescents (12 a 18 anys) que requereixen una atenció adequada i tècnica educativa més intensa, amb la finalitat de reconduir la seva problemàtica i retornar-lo a un entorn més normalitzat. Es prepara al/la menor per a aconseguir una autonomia personal per al seu futur.[6]
- S'han d'analitzar i tenir en compte les preguntes plantejades pels nens/es o joves que estan en un centre. Ja que mostren un interés i una perspectiva positiva indiderentment a quin àmbit es refereixin (educatiu, social, polític…).
- Les preguntes poden provocar processos educatius innovadors centrats en l'aprenentatge i en experiències pels estudiants. Aquestes preguntes reflecteixen el pensament crític dels nens/es i joves.[7]
- Han d'assolir ser ciutadans responsables cap a les demandes de la societat.
- Cal que el diàleg sigui el centre per a dur a terme un procés educatiu de qualitat.
- Proposar elements per a determinar el coneixement i les habilitats.[8]

## Estada
En els quatre centres, en l'arribada dels/les joves i adolescents, els primers 21 dies que comencen a estar interns en el CREI es troben en període d'observació i no poden sortir del centre, i en algun CREI aquest cicle s'allarga fins als 40 dies. Durant aquest temps poden tenir contacte amb la família a través de trucades telefòniques. Si amb el pas del temps el/la jove mostra uns bons resultats i evoluciona correctament, pot obtindré una sèrie de permisos específics. Com per exemple: anar algun cap de setmana amb la seva família, dur activitats externes fora del centre...
A tots els centres es troba una rutina diària estructurada que s'utilitza com a eina per a donar seguretat i pautar el seu dia a dia. Per a tothom es segueix un mateix horari; les classes es realitzen al matí i a la tarda amb esbarjos establerts. Tenen el seu temps de lleure marcats a la tarda i als caps de setmana.
L'estabilitat dels nens que es troben als centres residencials d'educació intensiva és vulnerable.
Els nens i joves que viuen en la residència poden experimentar diversos esdeveniments difícils i que amenacen la vida, com per exemple: l'abandonament. Malgrat això, alguns d'ells poden funcionar i fins i tot prosperar, això es coneix com el desenvolupament de la capacitat de recuperació. El desenvolupament de la capacitat de recuperació pot variar segons el tipus d'establiment d'atenció residencial, ja sigui que aquestes instal·lacions permetin desenvolupar múltiples estratègies individuals per fer front a adversitats o si proporcionen suport social.

## Motius pels quals es poden trobar als centres
A la ment dels joves podem trobar-hi: prejudicis, violència i exclusió, i tanmateix, aquests tenen valors que s'oposen i desafien a la relació social. Alguns exemples pels quals s'hi troben en aquests centres són:
- Situacions difícils/ morals- Per als/les joves, el principal factor que els/les fa sentir insegurs/es, i que per a ells/es és una situació complicada, és tindre problemes de seguretat interpersonal. Un exemple freqüent d'aquest cas, seria el ciberassetjament.[13]
- Negligències- Els casos principals son: l'abandonament escolar i l'absentisme social. A l'article 27 de la Convenció sobre els Drets del Nen, diu que el nen hauria de beneficiar-se d'un nivell de vida adequat per al seu desenvolupament.[14]
- Abusos- L'abús infantil s'associa amb l'estructura alterada de vies neuronals que connecten les cortícies frontals, temporals i occipitals que medien l'afectació i el control cognitiu.[15] Els pares son l'autor més comú. El principal és l'abús físic a continuació el psicològic i finalment el sexual.[16]
- Violència- Les conductes de risc, seguretat i violència dels joves han estat una preocupació important per a les societats. S'han d'identificar les situacions de violència de les quals són exposats/es, i determinar el nivell de comporament de risc. És important sentir-se en un entorn segur.[17]
- Maltractament- En aquest cas apareixerien joves on els seus pares son alcoholics o bé prenen molt alcohol la major part de casos.[18]

Tots els infants i joves que estan aquests centres, a través d'un treball constant poden prosperar i desenvolupar la seva resiliència. Quan els joves es troben sota el sostre d'aquests centres i tenen un cuidat, reflexionen i afronten totes les adversitats que se’ls hi presentin.

## Poden tenir certes dificultats en un futur per haver estat a un centre d'aquest tipus?
Quan aquests nens i nenes surten d'aquest centre, s'enfronten a la segregació de la societat i no arriben a poder mantenir una vida normal ni socialment integrada.
Quan estan aquests centres, estan allunyats de la seva gent: de la seva família, amics, coneguts... perden la identitat que tenien quan hi van entrar.
Quan surten, són vulnerables, igual que els infants que pateixen discapacitats i sovint experimentes discriminació per part de la societat. Moltes vegades aquests nens i nenes tenen necessitats especials, però una escola pública no hi pot respondre per la falta de professionals. D'aquesta forma estan creant una segregació.

## Intervenció educativa
L'objectiu de l'intervenció és: “limitar, acollir i prevenir” i es proposen que el/la jove tingui un projecte de vida definit i treballen junts per a aconseguir-ho.

### Els CREI a Catalunya
A Catalunya hi ha quatre Centres Residencials d'Educació Intensiva (CREI). Tres dels centres pertanyen a la Fundació Resilis, són concertats pel departament de Treball, Afers socials i Famílies de la Generalitat de Catalunya. I l'últim, és un centre públic del Departament. En tres d'ells, allotgen a població masculina i un sol està destinat per a la població femenina. En funció de la mida dels centres varia les places disponibles.
Els quatre centres estan formats per equips professionals, com poden ser; educadors socials, mestres, psicòlegs, pedagogs, etc. Que tots ells realitzen tasques d'educador.
Tots els centres disposen de processos de traspàs d'informació que permeten que tot l'equip estigui al corrent dels successos del centre.
Tots els edificis es basen en una estructura d'uan casa unifamiliar dividida en zones residencials diferenciades en què en cadascuna d'elles hi ha els espais i equipaments necessaris.
Els quatre centres estan ubicats en llocs tranquils, amplis, enmig de la natura i en espais a l'aire lliure.
Els espais de tots els quatre centres disposen d'un recinte exterior on hi ha: una zona d'hort, una zona adaptada per animals, una pista esportiva i en algun centre fins i tot piscina.

### Anglaterra
El centre de Desenvolupament Educatiu d'Anglaterra (Universitat de Warwick), ha fet una recerca pels nens i joves que presenten dificultats de comportament, ja que és un repte important no només per als pares, sinó també per als professionals de l'educació i la salut i per a la societat en general. És un programa que va dirigit a pares amb fills que presenten o tenen risc de desenvolupar dificultats de comportament. Aquest programa es mostra efectiu  si la criança és acceptable per als pares.

### Florida
El centre de Levin College of Law, de Florida,aborda la inestabilitat que afronten molts nens a causa d'una àmplia gamma de reptes (pobresa, violència, etc). Aquest centre dona una oportunitat educativa dissenyant sistemes per a donar suport, protegir i tractar nens que es classifiquen com a dependents, delinqüents o d'alguna altra manera. Amb el pas del temps, el Centre ha realitzat nombroses conferències per avançar en una investigació pràctica i innovadora sobre dret de família i drets dels infants i ha realitzat cimeres juvenils en relació amb aquestes conferències per involucrar-se amb la joventut en temes legals rellevants.